# Bacab
Bacab (o en plural bacabob) es el nombre genérico en el idioma maya yucateco (yucateco es una de sus variantes) empleado para referirse a las cuatro deidades prehispánicas de esta cultura más antiguas que habitaban en el interior de la Tierra y en sus depósitos de agua, cuya principal tarea consistía en sostener el firmamento. El culto a los bacabes predominó sobre la veneración a las lascivas, ebrias y tormentosas deidades de las ciudades cercanas al Golfo de México.

## Etimología
Se han formulado varias hipótesis sobre el origen, raíz y significado del término, pero aún no se ha llegado a ninguna conclusión del todo concreta. Según algunos especialistas, Bacab puede significar rociador de agua, o alrededor de la colmena, o rodeando el mundo. La definición del pueblo maya empleada para este término fue Cargadores del año. De acuerdo con otros autores reconocidos, Bacab parece significar representante.

## Descripción y leyenda
Los bacabob “eran cuatro hermanos a los cuales un dios ubicó, cuando creó el mundo, en los cuatro puntos cardinales de éste, para sostener el cielo por temor a que caiga. Ellos escaparon cuando el mundo fue destruido por el diluvio.” Sus nombres eran Hobnil (Sur), Cantzicnal (Este), Zac-cimi (Norte) y Ho' Chanek (literalmente 5 Kanek, representa el Oeste). Cada uno dictaminó un punto cardinal y fue asociado a un día de los cuatro días anteriores al final del año. Los cuatro hermanos fueron inmediatamente relacionados con los cuatro Chaacks o divinidades de la lluvia y con los cuatro Pawahtuns o divinidades de los vientos, que igualmente estaban frecuentemente unidas a los puntos cardinales. Además, cada Bacab poseía un amuleto de identidad, un caparazón de tortuga, una tela de araña y dos diferentes clases de conchas, además de un color que lo identificaba: al bacab rojo le correspondía la dirección Este, al bacab blanco, el Norte, al bacab negro, el Oeste, y al amarillo, el Sur. Algunos autores agregan un quinto bacab verde, en el centro.
Según los expertos en el tema, los bacabob eran los hijos del dios creador Itzamná y de la diosa Ixchebelyax, quien una vez fue humillada, matada y revivida y además era la diosa de la salud. Ellos poseen un rol muy importante en la sacudida cosmológica asociada con Katun 11 Ahau, cuando Oxlahuntiku, el Trigésimo Dios fue humillado por Bolon Okté Ku, el Noveno Dios. Además, según el Chilam Balam, “Luego el cielo caerá, caerá sobre la Tierra, donde los cuatro dioses, los Bacabob están situados, los que evitaban la destrucción de nuestro mundo”.
Desde que se los denominó los patronos de los últimos cuatro días del año, los bacabes cobraron importancia en las ceremonias de veneración. Ellos fueron consultados con preguntas sobre cosechas, el clima o la salud de las abejas, de las cuales eran los principales protectores, e incluso, los fundadores de la apicultura. Además, se los invocaba en rituales de sanación, por esa razón la colección de textos sobre la sanación mayas más famosa, el “Ritual de los Bacabob” fue nombrada así en honor suyo.

## Representaciones artísticas
En las primeras representaciones artísticas (cuya localización geográfica no se limita sólo a Yucatán, su principal zona de culto), los bacabob cuya tarea es sostener el firmamento son usualmente representados como hombres muy viejos cargando al cielo-dragón. Además, pueden portar una concha o una tortuga.
En la iconografía maya clásica, los bacabob se ven incluidos en varias situaciones consideradas como arquetípicas. Generalmente, se los representa acarreando un trono o el techo de una construcción. Además, pueden ser vistos llevando la Tierra a cuestas, sobre todo en las escenas de la resurrección de algún dios maya, 
También existen representaciones de éstos, de forma individual, en las famosas vasijas de Chamá, escondidos en conchas o de un caracol, lo que los clasifica como el viejo Dios N, (siendo a la vez, una versión Clásica Tardía de Xpiyakok), donde un joven guerrero (el cual ha sido equiparado con Ixbalamqué) amenazándole con una lanza, cuchillo o navaja, intenta sacarlo de su caparazón, donde el caparazón simboliza una cueva.El joven guerrero tiene a menudo el cuerpo pintado de color negro, aunque no luce otro atributo del joven dios jaguar. Sin embargo, se ha propuesto que se trata de Xb'alamQ'e en su personificación de joven guerrero. Erwin Dieseldorff recogió un relato de la tradición oral en la que Xb'alamQ'e intentó arrastrar a Xucaneb, el cerro más alto de la Verapaz, que es el Tzuul Taq'a (Señor del Cerro) supremo. En el relato, el viejo se resistió con todo su poder y, al extender sus piernas, se formó la serranía que va desde Xucaneb hasta Senahú. Se cuenta que el viejo tuvo que esforzarse, lo que muestra lo empinada que es la montaña por el lado de Tamahú. La vasija más hermosa con este tema es la K2847, en la que un joven guerrero pintado de color rojo y con una navaja en su mano trata de arrastrar desde afuera al viejo dios N. El etnohistoriador y antropólogo Ruud van Akkeren, propone que ésta escena típica de las vasijas de Chamá, alude al primer acto del Rabinal Achí.
Además, en la ciudad maya Chichén Itzá, pueden observarse muchas representaciones artísticas quer tienen por argumento principal mostrar a los bacabob. Están ubicados sobre todo en las columnas de los templos. Se los caracterizaba vestidos únicamente con un taparrabos en forma ovalada y como venerables ancianos de barba que les llegaba a la cintura.